# Dugganita
La dugganita es un mineral de la clase de los fosfatos, de fórmula Pb3Zn3(AsO4)2(TeO6), es decir, contiene telurio en forma de Te6+. Este mineral fue descubierto en la mina Emerald ( Grupo Emerald y Silver Plume), en el distrito de Tombstone, Cochise Co., Arizona, USA. Recibió su nombre como homenaje a Marjorie Duggan, química analítica de la empresa Phelps Dodge que descubrió por primera vez la existencia del Te6+ en la naturaleza.

## Características físicas y químicas
La dugganita es un arseniato anhidro de cobre y zinc, con el telurato como anión adicional. Forma un grupo, llamado "de la dugganita, con otros tres minerales que tienen la misma estructura, la cheremnykhita, la kuksita y la joëlbruggerita. Se encuentra como cristales muy pequeños, de color blanco, anaranjado o verde, de contorno hexagonal de desarrollo prismático o tabular, en el segundo caso agrupados en forma de rosas.

## Formación y yacimientos
La dugganita es un mineral raro, de formación secundaria por alteración de telururos de oro, conocido en una veintena de yacimientos, la mayoría en Estados Unidos. En México se conoce en la mina Bambollita en el municipio de Moctezuma, Sonora. En España se ha encontrado en la mina Cogolla Alta, Belalcázar (Córdoba), formando rosetas de cristales de color anaranjado y ocasionalmente violeta. Esta es la única localidad en la que aparece este mineral en Europa.